# برسية وردية
برسية وردية (الاسم العلمي:Gnaphalium roseum) هي نوع من النباتات تتبع جنس البرسية من الفصيلة النجمية.